# Corbon, Calvados

Corbon este o comună în departamentul Calvados, Franța. În 1 ianuarie 2018 avea o populație de 69 de locuitori.